# 배영고등학교
배영고등학교(培英高等學校)는 대한민국 전북특별자치도 정읍시 흑암동에 있는 사립 고등학교이다.

## 학교 연혁
- 1951년 6월 29일 : 학교법인 정읍배영학원 설립인가
- 1951년 6월 29일 : 설립자 초대 김화섭 이사장 취임
- 1976년 12월 28일 : 배영종합고등학교 설립인가(보통 2, 상업 1)
- 1977년 3월 3일 : 초대 황의준 교장 취임
- 1994년 6월 13일 : 학교 신축교사 이전
- 1994년 9월 14일 : 신축교사 준공식
- 1994년 9월 29일 : 학칙변경인가 (보통 6, 정보처리 2)
- 1998년 9월 21일 : 배영고등학교 교명 변경
- 2016년 3월 8일 : 제7대 김규령 이사장 취임
- 2024년 1월 12일 : 제45회 졸업생 99명 배출(총 11,310명)
- 2024년 9월 1일 : 제11대 김동완 교장 취임

## 학교 위치
- 1977년 3월 1일 ~ 1994년 6월 12일 : 대흥3길 21-13 (시기동 / 現 삼화그린아파트)
- 1994년 9월 1일 ~ (현재) : 동학로 243 (흑암동)

## 참고 자료
- 배영고등학교 - 한국교육학술정보원 학교알리미